# Syracuse Eagles
Die Syracuse Eagles waren ein US-amerikanisches Eishockeyfranchise der American Hockey League aus Syracuse, New York. Die Spielstätte der Eagles war das Onondaga County War Memorial Coliseum.     

## Geschichte
Die Syracuse Eagles wurden 1974 als Franchise der American Hockey League gegründet. Eine Gruppe, bestehend aus einem Teil der Besitzer der Syracuse Blazers aus der North American Hockey League, erhielt vor der Saison 1974/75 die Erlaubnis ein eigenes AHL-Franchise zu gründen. Dieses musste sich jedoch die Fanbasis mit den Blazers teilen, die zwar in der NAHL und somit eigentlich eine Liga unter den Eagles spielten, aber deutlich erfolgreicher waren und 1974 und 1977 Playoff-Sieger in der NAHL waren, während die Eagles in ihrer ersten und einzigen AHL-Saison die Playoffs verpassten. Daraufhin wurde das Franchise im Jahr 1975 bereits wieder aufgelöst. 

## Saisonstatistik
Abkürzungen: GP = Spiele, W = Siege, L = Niederlagen, T = Unentschieden, OTL = Niederlagen nach Overtime SOL = Niederlagen nach Shootout, Pts = Punkte, GF = Erzielte Tore, GA = Gegentore, PIM = Strafminuten
| Saison  | GP | W  | L  | T  | OTL | SOL | Pts | GF  | GA  | Platz     | Playoffs           |
| 1974–75 | 75 | 21 | 43 | 11 | —   | —   | 53  | 254 | 332 | 4., South | nicht qualifiziert |

## Team-Rekorde

### Karriererekorde
Spiele: 75  Dick Sarrazin,  Jean-Rene Losier,  Dave Ferguson
Tore: 33  Dick Sarrazin
Assists: 40  Rick Foley
Punkte: 70  Dick Sarrazin
Strafminuten: 306  Rick Foley